# Aeródromo Sandra Scabini
El Aeródromo Sandra Scabini (OACI: SCNS) es un terminal aéreo ubicado cerca de Punta Arenas, en la Provincia de Magallanes, Región de Magallanes y de la Antártica Chilena, Chile. Es de propiedad pública.